# Левада, Уильям
Уильям Джозеф Левада (англ. William Joseph Levada; род. 15 июня 1936, Лонг-Бич, Калифорния, США — 26 сентября 2019, Рим, Италия) — американский куриальный кардинал. Префект Конгрегации доктрины веры с 13 мая 2005 по 2 июля 2012. Председатель Международной теологической комиссии и Папской Библейской Комиссии с 13 мая 2005 по 2 июля 2012. В 1986—1995 — архиепископ Портленда (Орегон, США), в 1995—2005 — Архиепископ Сан-Франциско (Калифорния, США). Главный редактор Катехизиса католической церкви. Председатель Папской Комиссии Ecclesia Dei с 8 июля 2009 по 2 июля 2012. Кардинал-дьякон с титулярной диаконией Санта-Мария-ин-Домника с 24 марта 2006 по 20 июня 2016 (на первой консистории Бенедикта XVI). Кардинал-священник с титулом церкви pro hac vice Санта-Мария-ин-Домника с 20 июня 2016.

## Образование
Левада родился в семье потомков выходцев из Португалии и Ирландии, иммигрировавших в район Сан-Франциско в 1860-е гг. Вырос в Лонг-Бич и Хьюстоне, учился в одной из семинарий архиодиоцеза Лос-Анджелес и Папском Североамериканском Колледже в Риме. Высшее теологическое образование получил в Папском Григорианском университете. В сан священника был посвящён 20 декабря 1961 года.

## Начало карьеры
В 1961—1966 годах Левада работал в ряде приходов архидиоцеза Лос-Анджелес и преподавал в средних школах. Затем вернулся в Рим для продолжения обучения в Североамериканском Колледже. В 1971 году получил степень доктора теологии, после чего вернулся в США, где преподавал богословие на теологическом факультете семинарии св. Иоанна в Камарильо, Калифорния.
C 1976 года по 1982 год Левада работал уже в Ватикане, в Конгрегации доктрины веры, под руководством сначала кардинала Франьо Шепера, а затем кардинала Йозефа Ратцингера, будущего папы Бенедикта XVI.
В 1982 году архиепископ Лос-Анджелеса кардинал Тимоти Мэннинг назначил Леваду исполнительным директором Конференции католических епископов Калифорнии, организации, ответственной за общественную политику церкви в Калифорнии.

## Епископ
Левада был рукоположён в титулярные епископы Капри 12 мая 1983 года и назначен вспомогательным епископом в Лос-Анджелесский архидиоцез. В 1984 году ему поручили должность генерального викария округа Санта-Барбара. Под руководством нового архиепископа Лос-Анджелеса Роджера Махони Левада занимался реорганизацией внутренней структуры диоцеза.
21 сентября 1986 года назначен архиепископом Портленда (Орегон, США). В 1987 году кардинал Ратцингер назначает Леваду и ещё шесть епископов редакторами готовящегося к выходу Катехизиса католической церкви. Левада активно участвует в подготовке издания и в его переводе на английский язык.
17 августа 1995 года Левада становится сначала архиепископом-коадъютором, а 27 декабря того же года наследует Джону Рафаэлю Куинну на посту архиепископа Сан-Франциско. В ноябре 2000 года он назначается одним из членов Конгрегации доктрины веры, возвращаясь к работе под руководством кардинала Ратцингера, но одновременно оставаясь во главе Сан-Францискской епархии. С ноября 2003 года по 2005 год Левада является также главой комиссии Конференции католических епископов США по вероучению.

## Префект Конгрегации доктрины веры
13 мая 2005 года папа римский Бенедикт XVI, бывший кардинал Йозеф Ратцингер, выбирает именно Уильяма Леваду в качестве своего наследника на посту префекта Конгрегации доктрины веры. Среди причин, побудивших понтифика сделать такой выбор, был безусловно и предыдущий опыт совместной работы в этой структуре Римской курии и роль Левады как главного редактора Катехизиса католической церкви.
17 августа 2005 года Левада официально покинул пост архиепископа Сан-Франциско.
24 марта 2006 года Левада был назван в числе 15 кардиналов первой консистории Бенедикта XVI. Это назначение было ожидаемо, принимая во внимание значение поста, который он занимает. Кардинал Левада стал кардиналом-дьяконом с титулярной диаконией Санта-Мария-ин-Домника.
Кардинал Левада — самый высокопоставленный американец в Римской курии. Известен своим консерватизмом.
8 июля 2009 года Папа римский Бенедикт XVI поблагодарил кардинала Дарио Кастрильона Ойоса, в конце его служения председателем Папской Комиссии Ecclesia Dei, и назвал кардинала Уильяма Джозефа Леваду, префекта Конгрегации Доктрины Веры, председателем той же самой Комиссии. В тот же самый день, было опубликовано motu proprio Ecclesia Unitatem, относительно этой папской комиссии, датированное 2 июля 2009 года.
2 июля 2012 года Папа римский Бенедикт XVI принял отставку представленную кардиналом Уильямом Джозефом Левадой, по причине достижения предельного возраста, с должности префекта Конгрегации доктрины веры, председателя Папской Комиссии Ecclesia Dei, председателя Папской Библейской комиссии и председателя Международная Теологической комиссии. Его преемником Папа назвал Герхарда Людвига Мюллера, до тех пор епископа Регенсбурга, возведя его в то же время в сан архиепископа.